# Gold Against the Soul
Gold Against the Soul is het tweede studioalbum van de Welshe alternatieve rockband Manic Street Preachers uit 1993.

## Overzicht
In vergelijking met hun debuutalbum zijn de teksten van Gold Against the Soul minder op politiek gericht en meer op wanhoop en melancholie. Op muzikaal gebied is het beïnvloed door de populariteit van grunge in 1993.

## Ontvangst
Gold Against the Soul werd matig ontvangen bij de pers en de bandleden hebben het omschreven als hun minst favoriete album. Desondanks keren de singles van het album nog regelmatig terug bij liveoptredens.

## Tracks
| Nr. | Titel                                  | Duur |
| --- | -------------------------------------- | ---- |
| 1.  | Sleepflower                            | 4:51 |
| 2.  | From Despair to Where                  | 3:34 |
| 3.  | La Tristesse Durera (Scream to a Sigh) | 4:13 |
| 4.  | Yourself                               | 4:11 |
| 5.  | Life Becoming a Landslide              | 4:14 |
| 6.  | Drug Drug Druggy                       | 3:26 |
| 7.  | Roses in the Hospital                  | 5:02 |
| 8.  | Nostalgic Pushead                      | 4:14 |
| 9.  | Symphony of Tourette                   | 3:31 |
| 10. | Gold Against the Soul                  | 5:36 |